# فصلاء
الفَصْلاء أو أرثروباكتر (الاسم العلمي: Arthrobacter) هي جنس بكتيري يُوجد عادةً في التُربة. جميع أنواع هذا الجنس هي عبارة عن بكتيريا إيجابية الغرام هوائية إجبارية ذات شكل عَصوي خلال النمو الأسي، وشكل مُكور خلال مرحلة الثبات. تمتلك الفَصلاء طريقةً مميزية في الانقسام الخلوي وتُسمى «الانقسام العظي» أو «الانقسام النهشي»، والذي فيه يتمزق جدرا الخلية البكتيرية الخارجي عندَ المفاصل.